# J20 Nationell
J20 Nationell, är Sveriges högsta division i ishockey för herrjuniorer. Inför säsongen 2020/21 bytte serien namn från J20 SuperElit till sitt nuvarande.
Ligan består av två serier med vardera tio lag, grundserien före jul spelas som J20 Nationell Norra samt J20 Nationell Södra. Efter grundserien spelar de fem bästa lagen i vardera serie mot varandra i en sammansatt J20 Nationell Top-10 serie. Resterande lagen hamnar i J20 Nationell Fortsättningsserie där de 6 bästa lagen går till SM-Slutspel och de två sämsta lagen får kvala för att hålla sig kvar.